# دانييلا جيفليا
دانييلا جيفليا (بالإنجليزية: Daniella Jeflea)‏ مواليد 12 يناير 1987 في سيدني، هي لاعبة كرة مضرب أسترالية بدأت مسيرتها كمحترفة سنة 2003 تلعب باليد اليمنى. أعلى تصنيف لها في الفردي كان المركز الـ 324 في سنة 2005.

## روابط خارجية
- دانييلا جيفليا على موقع رابطة محترفات التنس (الإنجليزية)
- دانييلا جيفليا على موقع الاتحاد الدولي لكرة المضرب (الإنجليزية)
- دانييلا جيفليا على موقع إي إس بي إن.كوم (الإنجليزية)